# 新北市立新泰國民中學
25°02′33″N 121°26′39″E / 25.04250°N 121.44417°E
新北市立新泰國民中學，簡稱新泰國中，為一所位於臺灣新北市新莊區的國民中學之一，有「蘭花校園」之美名。

## 歷任校長
第八任校長
陳玉芬 小姐 2020年8月至今 
|            | 歷任校長    | 起訖時間             |
| ---------- | ----------- | -------------------- |
| 首任校長   | 王振東 先生 | 1978年8月至1983年2月 |
| 第二任校長 | 張義明 先生 | 1983年2月至1991年9月 |
| 第三任校長 | 黃振金 先生 | 1991年9月至1994年8月 |
| 第四任校長 | 陳昱安 先生 | 1994年8月至1996年8月 |
| 第五任校長 | 陳淑賢 先生 | 1996年8月至2004年8月 |
| 第六任校長 | 沈炳煌 先生 | 2004年8月至2011年8月 |
| 第七任校長 | 張國振 先生 | 2011年8月至2020年8月 |

## 附設學校
- 新北市立新泰國中附設補校
- 新北市立新泰國中附設幼兒園